# Austalis refulgens
Austalis refulgens är en tvåvingeart som beskrevs av Carl Ludwig Doleschall 1859. Austalis refulgens ingår i släktet Austalis och familjen blomflugor. Inga underarter finns listade i Catalogue of Life.